# Niestabilność Kelvina-Helmholtza
Niestabilność Kelvina-Helmholtza – zjawisko fizyczne zachodzące, gdy w jednorodnym płynie lub na granicy dwóch płynów występuje ścinanie. Zostało nazwane na cześć naukowców, którzy je opisali (byli to Lord Kelvin i Hermann von Helmholtz). Przykładem tej niestabilności jest powstawanie fal na wodzie, nad którą wieje wiatr. Niestabilność jest również obserwowana w chmurach, w głębi oceanu, w magnetosferze i atmosferze Saturna, w otoczeniu Wielkiej Czerwonej Plamy na Jowiszu, a także w koronie słonecznej.
Teoria przewiduje powstanie niestabilności i przejście do przepływu turbulentnego w płynach o różnej gęstości, poruszających się z różnymi prędkościami. Helmholtz badał dynamikę dwóch cieczy o różnych gęstościach, kiedy na granicy łączącej płyny pojawiało się małe zaburzenie, takie jak fala.

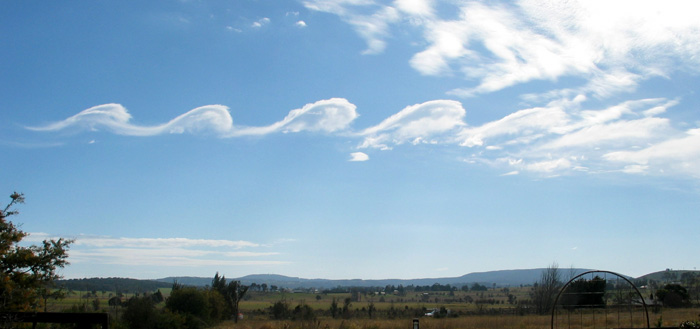
Niestabilność Kelvina-Helmholtza manifestująca się w chmurach, w postaci formy zwanej fluctus, nad Mount Duval w Australii

Dla dostatecznie krótkich fal, jeśli pominie się napięcie powierzchniowe, powierzchnia dzieląca dwa płyny o różnej gęstości, poruszające się z równolegle skierowanymi i różnymi prędkościami jest niestabilna dla dowolnej prędkości. Napięcie powierzchniowe stabilizuje granicę płynów dla krótkich fal, dopóki nie zostanie przekroczona graniczna wartość prędkości, przewidywana przez teorię. Teoria uwzględniająca napięcie powierzchniowe przewiduje formowania się fal wywołane wiatrem nad wodą, po przekroczeniu przez wiatr pewnej prędkości jednak już Kelvin zdawał sobie sprawę, że ważną rolę w tym zjawisku odgrywa także lepkość cieczy. W doświadczeniach nad powstawaniem fali nad wodą przy małej prędkości wiatru określono, że uporządkowane fale na wodzie powstają gdy powietrze porusza się z prędkością większą niż 6,3 m/s.

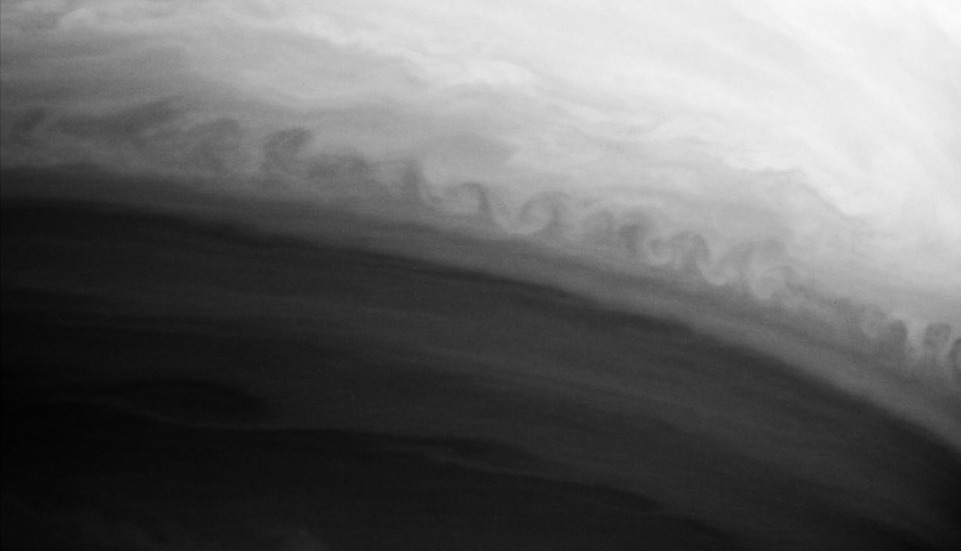
Niestabilność Kelvina-Helmholtza na styku dwóch pasów atmosfery Saturna

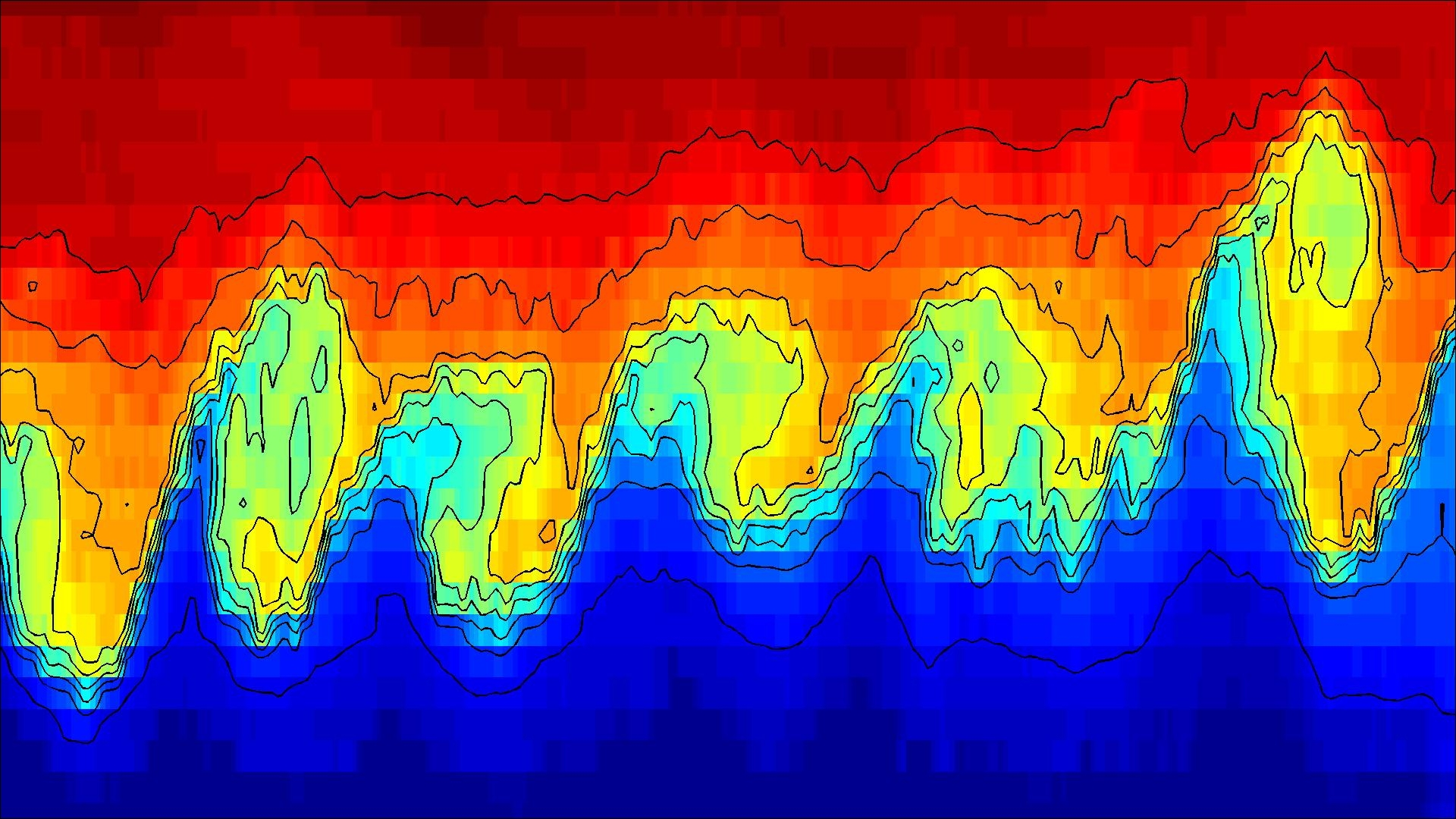
Fale Kelvina-Helmholtza na głębokości 500 m w Oceanie Atlantyckim

Dla ciągłego rozkładu gęstości i prędkości (z gęstością rosnącą w głąb, w związku z czym nie występuje niestabilność Rayleigha-Taylora), dynamikę niestabilności Kelvina-Helmholtza opisuje równanie Taylora-Goldsteina i powstanie niestabilności determinuje wartość bezwymiarowej liczby Richardsona, Ri. Typowo warstwa jest niestabilna dla Ri<0,25. Efekty te często występują w warstwach chmur. Badania tej niestabilności mają zastosowanie w fizyce plazmy, na przykład przy syntezie z inercyjnym uwięzieniem plazmy.